# Трпимировичі
Трпими́ровичі (Trpimiroviči) —  князівська, а з 925 року королівська династія хорватської держави, котра правила (з перервами) з  845 року до кінця XI століття. Першим королем Хорватії був Томіслав I, коронований в 925 році. Останній король з династії Трпимировичів Степан II помер в 1091 році, що спричинило за собою загибель незалежної хорватської королівства і приєднання його на правах особистої унії до Угорщини (див. Хорватія в унії з Угорщиною).
Найбільш відомі представники Трпіміровічей: засновник династії Трпимир I (близько  845—864), Томіслав I (близько  910 — близько  928), Петар Крешимир IV (1058—74), Дмитар Звонимир (1075—1089)

## Представники

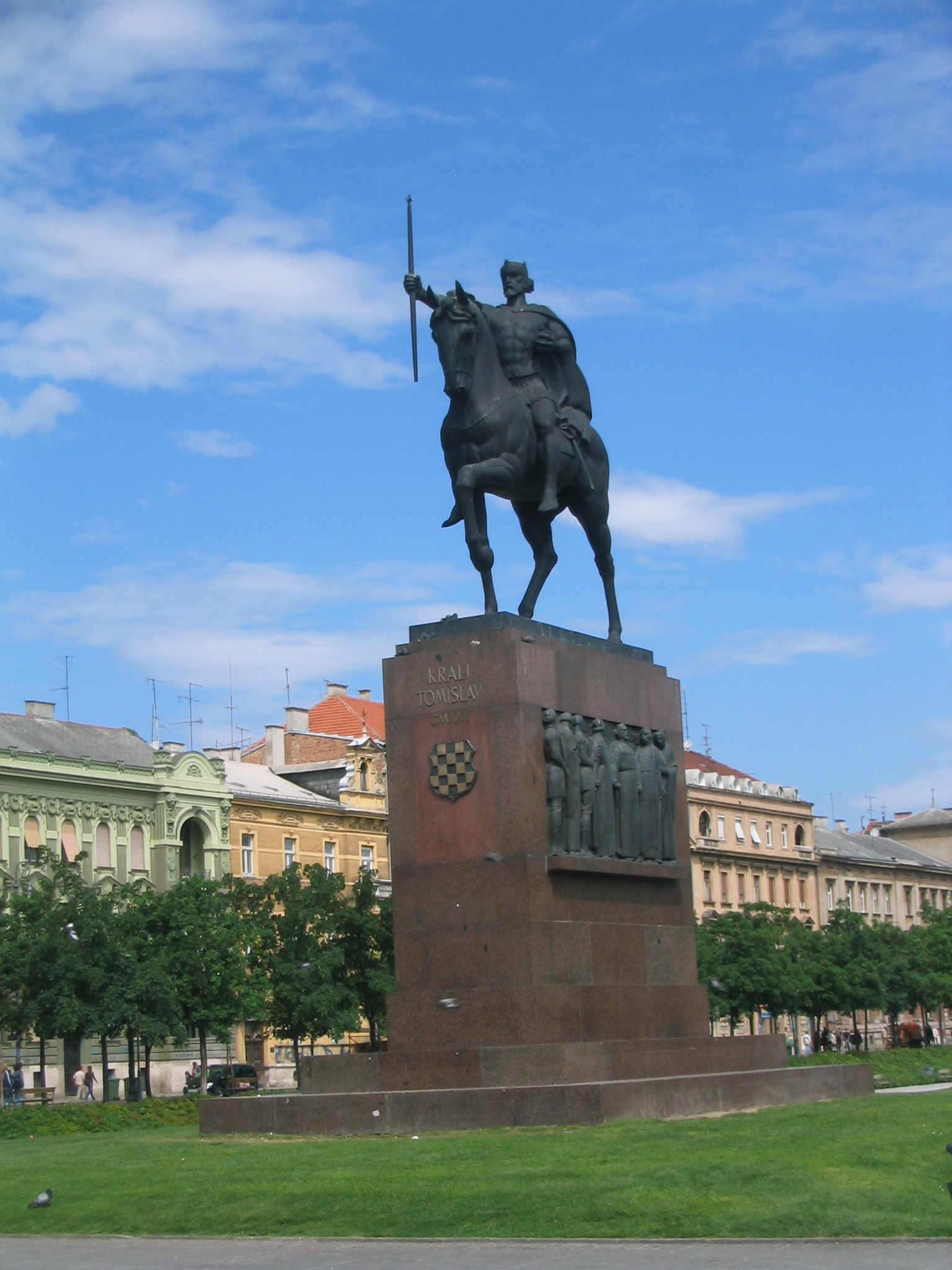
Пам'ятник королю Томіславу у Загребі

### Князі Хорватії
- Трпимир I (845—864)
- Здеслав (878—879)
- Мунцімир (892—910)
- Томіслав I (910—925)

### Королі Хорватії
- Томіслав I (925—928)
- Трпимир II (928—935)
- Крешимир I (935—945)
- Мирослав (945—949)
- Михайло Крешимир II (949—969)
- Степан Држислав (969—997)
- Свєтослав Суронья (997—1000)
- Крешимир III (1000— c. 1030)
- Гоислав (1000—c. 1020)
- Степан I (c. 1030—1058)
- Петар Крешимир IV (1058—1074)
- Дмитар Звонимир (1075—1089)
- Степан II (король Хорватії) (1089—1091)
- Олена Красива